# Zwartkapmuggenvanger
De zwartkapmuggenvanger (Polioptila nigriceps) is een zangvogel uit de familie Polioptilidae (muggenvangers).

## Verspreiding en leefgebied
Deze soort telt 2 ondersoorten:
- P. n. restricta: zuidoostelijk Arizona en noordwestelijk Mexico.
- P. n. nigriceps: westelijk Mexico.